# Resolució 1930 del Consell de Seguretat de les Nacions Unides
La Resolució 1930 del Consell de Seguretat de les Nacions Unides fou adoptada el 15 de juny de 2010. Després de reafirmar totes les resolucions sobre la situació a Xipre, en particular la Resolució 1251 (1999), el Consell va prorrogar el mandat de la Força de les Nacions Unides pel Manteniment de la Pau a Xipre UNFICYP) durant sis mesos més fins al 15 de desembre de 2010 mentre s'iniciaven les negociacions per a la solució de la controvèrsia a l'illa.
La resolució, patrocinada per la República Popular de la Xina, França, Rússia, el Regne Unit i els Estats Units, va ser aprovat per 14 vots a favor i un en contra de Turquia. El representant turc va dir que la Resolució 1930, com totes les resolucions anteriors del Consell de Seguretat que amplien la UNFICYP, es va formular com si només hi hagués un sol govern a l'illa.

## Resolució

### Observacions
El Consell de Seguretat va assenyalar que el govern de Xipre havia acceptat la presència contínua de la UNFICYP a l'illa. Una solució al conflicte es va reduir als propis xipriotes i hi va haver una oportunitat única per assolir un acord durador. Les negociacions estaven en marxa i encara s'esperava que es trobés una solució el 2010. Va donar la benvinguda a la implementació de la confiança, amb mesures de construcció de confiança per part de Xipre i de Xipre del Nord i va encoratjar l'apertura de punts de cruïlla al llarg de la Línia Verda.
El Consell va quedar convençut que un acord durador de la controvèrsia de Xipre seria beneficiós per a tots els xipriotes i la situació a la zona d'amortiment milloraria si ambdues parts acceptessin l'aide-mémoire de 1989 utilitzat per les Nacions Unides. Va donar la benvinguda al progrés en les activitats de desminatge; els esforços del Comitè sobre persones desaparegudes; el nomenament de Lisa Buttenheim com a Representant Especial del Secretari General i va coincidir que la participació activa dels grups de la societat civil i els contactes bicomunitaris era essencial per al procés polític.

### Actes
La resolució va donar la benvinguda al progrés de les negociacions i la perspectiva d'avançar en un futur proper cap a un acord. En aquest sentit, va demanar l'explotació plena de les converses respatllades per les Nacions Unides i la implementació d'altres mesures de foment de la confiança, tal com s'indica a l'informe del secretari general. A més, es va demanar a ambdues parts que participessin en les consultes sobre la demarcació de la zona d'amortiment i l'aide-mémoire de 1989. Les converses es van establir el 2008 amb l'objectiu de treballar cap a una constitució bi-federal, bi-zonal i amb igualtat política.
Es va instar a la part turcoxipriota a restaurar l'statu quo militar a Strovilia que existia abans del 30 de juny de 2000. Finalment, es va demanar al secretari general Ban Ki-moon que presentés un informe abans de l'1 de desembre de 2010 sobre l'aplicació de la resolució actual.